# Pholidoscelis cineraceus
Pholidoscelis cineraceus е изчезнал вид влечуго от семейство Teiidae.

## Разпространение
Видът е бил ендемичен за Гваделупа.